# Makovîșce, Makariv
Makovîșce (în ucraineană Маковище) este localitatea de reședință a comunei Makovîșce din raionul Makariv, regiunea Kiev, Ucraina.

## Demografie
Componența lingvistică a localității Makovîșce
     Ucraineană (94,5%)
     Rusă (5,26%)
Conform recensământului din 2001, majoritatea populației localității Makovîșce era vorbitoare de ucraineană (94,5%), existând în minoritate și vorbitori de rusă (5,26%).